# Francesco de Vico
Francesco de Vico, italijanski astronom, * 19. maj 1805, Macerata, Italija, † 15. november 1848, London. 
Njemu v čast so poimenovali asteroid 20103 de Vico in krater De Vico na Luni.

## Delo
Najprej je delal na Observatoriju Vatikan. Bil je tudi jezuitski duhovnik. 
Odkril ali pa je bil soodkritelj številnih kometov. Odkril je komet 54P/de Vico-Swift-NEAT, ki je bil dolgo spadal med izgubljene komete. Je tudi odkritelj kometa 122P/de Vico in Kometa gospodične Mitchell, ki ga je odkril dva dni za Mario Mitchell in prvi objavil odkritje. Pozneje so odkritje tega kometa priznali Marii Mitchell. Dobil je nagrado danskega kralja za odkritje prvega kometa s pomočjo daljnogleda (do takrat so odkrili komet samo, če se je videl s prostim očesom). 
Opazoval je tudi Saturn. Bil je prvi, ki je opazil v Saturnovih obročih vrzel, ki se danes imenuje Keelerjeva vrzel. Neuspešno je poskušal določiti tudi vrtilno dobo Venere.
Odkril je večje število kometov v zelo kratkem času. Pričel je tudi sestavljati katalog zvezd do 11. magnitude.
Revolucija leta 1848 je prekinila njegova opazovanja. Moral je v izgnanstvo, odšel je v Pariz, nato v London in v ZDA (kjer ga je sprejel celo predsednik). Ostal je v Kolidžu Georgetown, kamor je poskušal pridobiti nekaj svojih znancev iz Evrope.